# Freewheel Burning
«Freewheel Burning» es una canción de la banda británica de heavy metal Judas Priest, incluida como pista inicial del álbum Defenders of the Faith de 1984. En diciembre de 1983 se publicó como su primer sencillo a través de Columbia Records y a los pocos días llegó hasta la posición 42 en los UK Singles Chart.
Fue escrita por Rob Halford, K.K. Downing y Glenn Tipton, cuyas letras tratan sobre los riesgos y la pasión de los conductores al conducir a altas velocidades.

## Descripción
El sencillo se publicó en dos formatos típicos de la época; en vinilo de 7" y de 12". El primero de ellos contó con una versión en vivo de «Breaking the Law», mientras que el 12" contó con esta última y con «You've Got Another Thing Comin'» también en vivo. Ambas canciones fueron tomadas de la presentación en directo en el US Festival de 1983. Además en la edición de 12" se incluyó una introducción de guitarras, que posteriormente se eliminó al momento de publicar el disco.
Cabe mencionar que durante los últimos conciertos de la gira promocional de Screaming for Vengeance, World Vengeance Tour, la canción se interpretaba generalmente incluso antes de su publicación oficial.

## Vídeo musical
En 1984 y para promocionarlo se grabó un vídeo musical dirigido por Julien Temple. En él se muestra a la banda tocando, mientras un pequeño niño juega el clásico videojuego de carreras Pole Position. Esto motivó a que en 2002 se utilizara la canción en el videojuego de mountain bike New World Disorder 3: Freewheel Burning y en la banda sonora de Gran Turismo 4.

## Lista de canciones
Todas las canciones escritas por Halford, Downing y Tipton.

| Vinilo de 7" |                              |          |  |
| N.º          | Título                       | Duración |  |
| 1.           | «Freewheel Burning»          | 4:22     |  |
| 2.           | «Breaking the Law» (en vivo) | 2:43     |  |

| Vinilo de 12" |                                             |          |  |
| N.º           | Título                                      | Duración |  |
| 1.            | «Freewheel Burning»                         | 4:57     |  |
| 2.            | «Breaking the Law» (en vivo)                | 2:43     |  |
| 3.            | «You've Got Another Thing Comin'» (en vivo) | 7:33     |  |

## Músicos
- Rob Halford: voz
- K.K. Downing: guitarra eléctrica
- Glenn Tipton: guitarra eléctrica
- Ian Hill: bajo
- Dave Holland: batería